# Oguri Mushitarō
Oguri Mushitarō (小栗 虫太郎 Tiểu Lật Trùng Thái Lang, ngày 14 tháng 3 năm 1901 – ngày 10 tháng 2 năm 1946), tên khai sinh Oguri Eijirō, là một tác giả và tiểu thuyết gia người Nhật chuyên viết về đề tài huyền bí quan trọng ở Nhật Bản thời trước Thế chiến II.

## Tiểu sử
Oguri chào đời tại Kanda, Tokyo. Cha ông mất năm 1911, và gia đình đã xoay xở để tự nuôi sống chính mình bằng nguồn tài chính nhờ sự hỗ trợ của chi họ chính trong gia đình và thu nhập từ việc thuê nhà.
Tháng 9 năm 1922, Oguri bắt đầu làm việc tại một tờ báo. Trong thời gian này, ông quan tâm đến văn học và trong bốn năm làm việc ở đó, ông đã viết một loạt tiểu thuyết và truyện trinh thám; Aru Kenji no Isho, Gen'naiyaki Rokuju Kazuhisa, Benigara Rakuda no Himitsu và Madōji. Ba tác phẩm cuối cùng này sau đó sẽ được xuất bản vào năm 1936 (Aru Kenji no Isho được xuất bản vào năm 1927).

## Tác phẩm chính
Các tác phẩm chính của Oguri bao gồm:
- Vụ giết người Hội trường Cái Chết Đen (Kokushikan Satsujinjiken, 黒死館殺人事件)
- Tội phạm hoàn hảo (Kanzen Hanzai, 完全犯罪)

Theo nhà nghiên cứu Sari Kawana, ông là một trong những nhà văn tham gia viết "vụ sát hại nhà khoa học điên", một tiểu thể loại thuộc dòng tiểu thuyết trinh thám chính thống Nhật Bản trong những năm 1920 và 1930. Ông đã sử dụng mô típ của "nhà khoa học điên" và thái độ không khoan nhượng đối với tác phẩm của mình để chỉ trích sự tự tin quá mức trong khả năng của khoa học và làm nổi bật sự không tương thích tiềm tàng giữa khoa học và đạo đức. Các nhà văn khác liên quan đến thể loại này gồm Kozakai Fuboku, Yumeno Kyūsaku và Unno Jūza.